# Schizm 2: Chameleon
Schizm 2: Chameleon est un jeu vidéo de type Walking simulator développé par Detalion et édité par The Adventure Company, sorti en 2003 sur Windows.
Il s'agit de la suite de Schizm: Mysterious Journey.

## Accueil
- Adventure Gamers : 2,5/5[1]
- Jeuxvideo.com : 15/20[2]